# Aleksandr Kruzhílov
Aleksandr Kruzhílov (Bielorrusia, 28 de diciembre de 1980) es un gimnasta artístico bielorruso, medallista de bronce mundial en 1999 en el concurso por equipos, campeón del mundo en 2001 en el concurso por equipos.

## Carrera deportiva
En el Mundial de Tianjin 1999 consigue la medalla de bronce en el concurso por equipos —por detrás de China (oro) y Rusia (plata)—, siendo sus compañeros de equipo: Ivan Ivankov, Dimitri Kaspiarovich, Alexander Shostak, Vitaly Rudnitski y Ivan Pavlovski.
En el Mundial de Gante 2001, gana el oro en equipos, quedando delante de Estados Unidos y Ucrania. Sus compañeros son: Ivan Ivankov, Alexei Sinkevich, Dmitri Kaspiarovich, Vitali Valinchuk y Denis Savenkov.